# Артлебен, Николай Андреевич
Никола́й Андре́евич Артле́бен (1827—1882) — русский архитектор, реставратор, археолог и историк. Один из пионеров архитектурной реставрации в России.

## Биография
Родился 13 (25) марта 1827 года — по разным сведениям, во Владимире или Москве. Происходил из дворянской семьи (по другим данным — сын священника). В 1849 году окончил Московское дворцовое архитектурное училище со званием архитекторского помощника старшего класса.
С 1851 года работал во Владимире — служил архитектором казённой палаты (с 1851 по 1860), епархиальным архитектором (с 1857), в строительном отделении Владимирского губернского правления (с 1866). С 1864 года — член-корреспондент, а с 1867 — действительный член Императорского Московского археологического общества, состоял в Московском архитектурном обществе и Российском археологическом обществе. В 1879 году был утверждён секретарём Владимирского губернского статистического комитета и редактором неофициальной части Владимирских губернских ведомостей.
Н. А. Артлебен активно занимался исследованием Владимиро-Суздальского зодчества, первым научно обосновал его своеобразие. Занимался изучением архитектуры и истории Владимирского края XV—XVII веков, реставрировал древние сооружения. В 1858 году он производил осмотр церкви Покрова на Нерли. В 1859 году выполнил проект реставрации церкви Рождества Богородицы во Владимире (1190-92). В том же году совместно с Д. Корицким осуществил реставрацию Богородице-Рождественского монастыря. Памятник домонгольского времени при этом был снесён и построен заново, то есть по существу утрачен. В 1873 по заданию Губернского строительного комитета составил проект реставрации Золотых ворот.
Как член Московского археологического общества принимал участие в многочисленных реставрациях и осмотрах памятников. В 1876 году осуществил осмотр Смоленского кремля, в 1871—1875 годах реставрацию Правильной и Книгохранительной палат Московского печатного двора (Никольская улица, 15, во дворе), которая была признана современниками образцовой. В 1877 году осуществлял осмотр и участвовал в Комиссии, рассматривавшей проекты переделок в Покровском соборе.
Выполнил реставрацию Успенского собора во Владимире и издал по данной теме отдельную монографию, за что был удостоен на Политехнической выставке 1872 года большой золотой медали от Общества любителей естествознания, антропологии и этнографии.
Труд Н. А. Артлебена «Древности Суздальско-Владимирской области, сохранившиеся в памятниках зодчества в пределах Владимирской губернии» был удостоен в 1881 году большой серебряной медали Российского археологического общества.
Был членом Русского археологического общества и членом-корреспондентом Общества любителей древней письменности.
Умер 14 (26) марта 1882 года во Владимире в чине надворного советника.

## Постройки

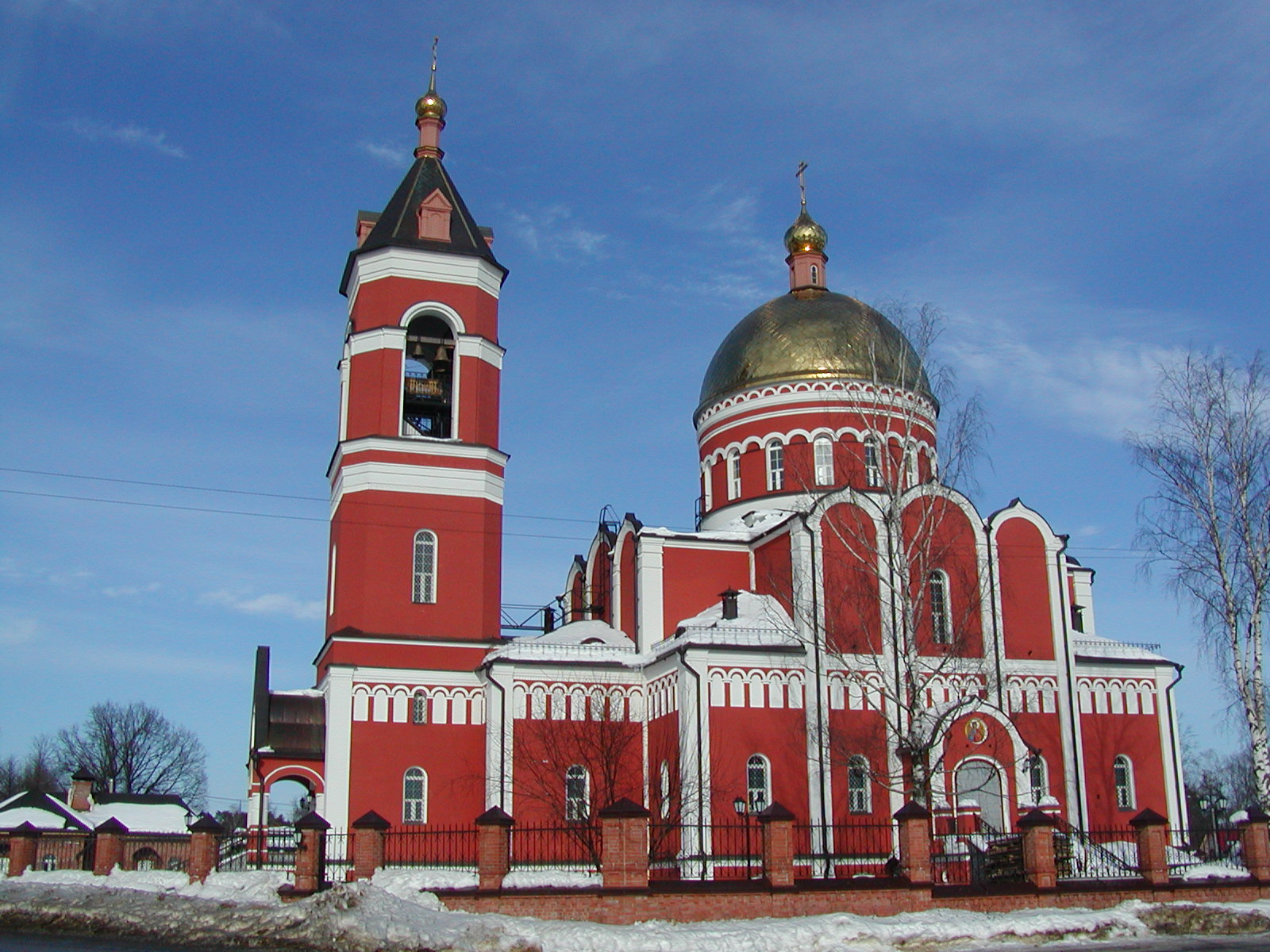
Храм Святой Троицы в Карабанове

- Георгиевский придел Успенского собора (1862, Владимир, Большая Московская улица, 56)[8];
- Женское епархиальное училище (1864, Владимир, Дворянская улица, 1);
- Собор Рождества Пресвятой Богородицы (архитектурное воссоздание в византийском стиле) (1872—1873, Муром, Окский парк), не сохранился[9];
- Пристройка галереи с лестницей к дому настоятельницы в Успенском монастыре (Владимир).
- Храм Святой Троицы (1876, Карабаново), не сохранилась; восстановлена;
- Церковь Троицы Живоначальной (1882—1885, Елизарово Переславского района Ярославской области[10]).
- Храм в честь Феодоровской иконы Божией Матери при станции Ковров-1. 1875.

## Труды и публикации
- Древние фрески, открытые в Спасо-Преображенском соборе. — Труды Владимирского губернского статистического комитета. — 1863.
- Кафельная печь в apxиерейском доме в Суздале // Владимирские губернские ведомости. — 1863. — Вып. 29.
- Археологическое известие о Переяславском Спасском соборе // Владимирские губернские ведомости. — 1864. — Вып. 28.
- По вопросу об архитектуре XII в. в Суздальском княжестве. — Труды 1 Археологического съезда в Москве. — 1869. — Т. I. — С. 288.
- Археологическая поправка о главных церковных дверях Дмитриевского собора // Владимирские губернские ведомости. — 1874. — Вып. 1.
- Описная книга Владимирского Кремля города. С пояснениями. 1626. — Ежегодник Владимирского губернского статистического комитета. — 1877. — Т. I. — С. 131—146.
- Владимирский Кремль — город по описной книге 1626 года и по плану 1769 года. — Ежегодник Владимирского губернского статистического комитета. — 1878. — Т. II. — С. 174—190.
- Археологические заметки о Владимирском Успенском соборе. — Владимир, 1881.
- Вознесенская церковь во Владимире // Владимирские губернские ведомости. — 1881. — Вып. 7.
- Опись Богородицкой церкви во Владимире. — Ежегодник Владимирского губернского статистического комитета. — 1880. — Т. III. — С. 352—366.
- Памятники зодчества древней Суздальской области. — Ежегодник Владимирского губернского статистического комитета. — 1880. — Т. III. — С. 249—320.
- Общий обзор памятников зодчества древней Суздальской области. — Владимир, 1880.
- Древности Владимиро-Суздальской области, сохранившиеся в памятниках зодчества в пределах Владимирской губернии. — Владимир, 1880. (совместно с К. Н. Тихонравовым)
- Казна Московского Успенского собора // Древности. — 1880. — Вып. 8.
- Церковь в с. Станках // Владимирские губернские ведомости. — 1880. — Вып. 32.
- Заметка о Переславльском Горицком монастыре // Владимирские губернские ведомости. — 1880. — Вып. 33.
- Починка Суздальского собора // Владимирские губернские ведомости. — 1880. — Вып. 44.
- Старинная деревянная церковь в c. Глотове // Владимирские губернские ведомости. — 1880. — Вып. 44.